# Ben Elliott
Benjamin Njongoue Elliott (ur. 5 listopada 2002 w Kingston upon Thames) – kameruńsko-angielski piłkarz, grający na pozycji środkowego pomocnika w angielskim klubie Reading oraz w reprezentacji Kamerunu. Były młodzieżowy reprezentant Anglii.

## Kariera klubowa
Swoją karierę piłkarską Elliott rozpoczął w 2011 w juniorach Chelsea. Latem 2023 przeszedł do Reading, grającego w EFL League One. Swój debiut w nim zaliczył 19 sierpnia 2023 w wygranym 2:0 domowym meczu ze Stevenage.

## Kariera reprezentacyjna
W reprezentacji Kamerunu Elliott zadebiutował 10 czerwca 2023 w zremisowanym 2:2 towarzyskim meczu z Meksykiem, rozegranym w San Diego. W 2024 roku powołano go do kadry na Puchar Narodów Afryki 2023. Nie rozegrał w nim żadnego meczu.